# Gordito Relleno
Gordito Relleno és un personatge de ficció de còmic de l'escola Bruguera creat per José Peñarroya Peñarroya (Forcall, 1910-Barcelona, 1975), es va publicar per primera vegada al número 31 de la revista Pulgarcito publicat el 30 de gener de 1948.

## Biografia de ficció i trajectòria editorial
Gordito Relleno, és un personatge físicament gras i un bonifaci de caràcter, tot ell molt rodó, calb, un nas molt rodó com una bola i les cames molt curtes amb proporció al cos. És un bonifaci que sempre està disposat a ajudar els altres, és un solitari i una víctima d'aquells que tenen mala fe i estan disposats a fer mal als altres. És solter malgrat que tenir parella no li desagradaria. Es guanya la vida entre d'altres com a venedor, revisor i en gran manera fent d'oficinista.
La comicitat de la sèrie es basa en explotar, per un costat, l'enfrontament entre la ingenuïtat, la bona voluntat i la confiança del protagonista en els altres, i, per l'altre, la dinàmica insolidària i fins i tot depredadora de bona part de la societat en què viu. Gordito és contemplat pel seu entorn com un pobre home i un infeliç. La seva molesta bondat, que recorda una actitud en desús que complica l'esperit de supervivència de l'època, genera odi. “De vegades hem arribat a pensar que Gordito és, més que un personatge, un ‘marc’ o mirall on es reflecteixen les misèries, la ‘mala llet’ i les frustracions d'amics i coneguts i superiors”; així s'explica Juan Antonio Ramírez a La historieta cómica de postguerra, un llibre en el que aquest catedràtic d'Història de l'Art analitza els personatges humorístics de l'Editorial Bruguera.
Al llarg d'un curt període, Gordito va compartir les seves pàgines, amb Don Berrinche (aquest, creat per al mateix dibuixant, Jose Peñarroya). L'únic personatge amb qui ha compartit aventures es Don Berrinche, aquest és tot el contrari de Gordito, que accepta el caràcter del seu nou amic com un gest de solidaritat i bona voluntat cap a ell.
El publica l'editorial catalana Editorial Bruguera que tenia els drets sobre el personatge. Aparegué a Pulgarcito (Bruguera, 1946), a la segona època de Din Dan (Bruguera, 1968) -Època II; Super Pulgarcito (Bruguera,, 1970); Zipi y Zape (Bruguera, 1972); Mortadelo Especial (Bruguera, 1975); Super Carpanta (Bruguera, 1977); Zipi y Zape Especial (Bruguera, 1978); Super Humor Clásicos (Ediciones B, 2005).